# Ichneumon subalpinus
Ichneumon subalpinus là một loài tò vò trong họ Ichneumonidae.